# فنجاني بنفسجي
فنجاني بنفسجي (الاسم العلمي: Peziza violacea) هو نوع من الفطريات يتبع جنس الفنجاني من فصيلة الفنجانية.